# أداجراسيب
أداجراسيب( Adagrasib )، الذي يُباع تحت الإسم التجاري كرزاتي(Krazati )، هو دواء يستخدم لعلاج سرطان الرئة ذو الخلايا غير الصغيرة (NSCLC). على وجه التحديد لعلاج السرطان المتقدم المتحور بـ KRAS G12C و الذي فشل علاجه في قائمة علاجات أخرى.  و يؤخذ عن طريق الفم.
تشمل الآثار الجانبية الشائعة لهذا العقار على؛الإسهال و الغثيان و آلام العضلات و العظام ومشاكل الكبد ومشاكل الكلى وضيق التنفس وانخفاض البوتاسيوم وانخفاض الصوديوم وانخفاض خلايا الدم البيضاء و التورم. كما و قد تشمل الآثار الجانبية الأخرى إطالة فترة كيو تي والالتهاب الرئوي أيضا.  و هو مثبط لعائلة RAS GTPase. 
تمت الموافقة على استخدامه طبيًا في الولايات المتحدة في عام 2022.  تبلغ التكلفة فيها حوالي 237000 دولار أمريكي سنويًا اعتبارًا من عام 2022. 